# Саксаганська сільська територіальна громада
Саксаганська сільська територіальна громада — територіальна громада в Кам'янському районі (до 2020 року — в П'ятихатському) Дніпропетровської області. Адміністративний центр — село Саксагань.
Площа громади — 283,1 км², населення — 5703 мешканці (2018).
Утворена 13 вересня 2017 року шляхом об'єднання Грушуватської, Саврівської та Саксаганської сільських рад П'ятихатського району.
17 липня 2020 року, в результаті адміністративно-територіальної реформи та ліквідації П'ятихатського району, громада увійшла до складу Кам'янського району.

## Населені пункти
До складу громади входять 19 сіл: Балкове, Вільне, Галина Лозуватка, Грушуватка, Демурино-Варварівка, Долинське, Кам'яне, Красноіванівка, Нерудсталь, Новоіванівка, Савро, Саївка, Семенівка, Саксагань, Тернувате, Цівки, Червона Поляна, Чигринівка та Чумаки.